# Alfonso Cuarón
Alfonso Cuarón Orozco (Mexikóváros, 1961. november 28. –) négyszeres Oscar-díjas mexikói filmrendező, forgatókönyvíró, filmproducer és vágó.
Filmjei közt található az Anyádat is (2001) és a Roma (2018) című filmdráma, a Harry Potter és az azkabani fogoly (2004) című fantasyfilm, valamint Az ember gyermeke (2006) és a Gravitáció (2013) című sci-fi.
Cuarón munkásságát zömében dicsérték a kritikusok, különösen a Gravitációval ért el hatalmas kritikai sikert. A 86. Oscar-gálán a filmmel elnyerte a legjobb rendezőnek (a latin-amerikai filmrendezők közül elsőként) és a legjobb vágásnak járó járó Oscar-díjat. Ugyanebben az évben neki ítélték oda a legjobb rendezőnek járó BAFTA-díjat és a legjobb filmrendezőnek járó Golden Globe-díjat is. Utóbbit 2019-ben ismét megkapta a Roma című filmjéért.
Pályafutása során összesen tíz Oscar-jelölést kapott, többek között legjobb eredeti forgatókönyv (Anyádat is), illetve legjobb adaptált forgatókönyv és legjobb vágás (Az ember gyermeke) kategóriákban. A faun labirintusa (2006) producereként BAFTA-díjat nyert legjobb nem angol nyelvű film kategóriában.

## Filmográfia

### Filmek

#### Nagyjátékfilmek
| Év   | Magyar cím                         | Eredeti cím                              | Feladatkör | Feladatkör | Feladatkör | Feladatkör | Megjegyzések                                                            |
| Év   | Magyar cím                         | Eredeti cím                              | Rendező    | Író        | Producer   | Vágó       | Megjegyzések                                                            |
| ---- | ---------------------------------- | ---------------------------------------- | ---------- | ---------- | ---------- | ---------- | ----------------------------------------------------------------------- |
| 1991 | Csak a pároddal                    | Sólo con Tu Pareja                       | Igen       | Igen       | Igen       | Igen       | - társíró: - Carlos Cuarón                                              |
| 1995 | A kis hercegnő                     | A Little Princess                        | Igen       | Nem        | Nem        | Nem        |                                                                         |
| 1998 | Szép remények                      | Great Expectations                       | Igen       | Nem        | Nem        | Nem        |                                                                         |
| 2001 | Anyádat is                         | Y Tu Mamá También                        | Igen       | Igen       | Igen       | Igen       | - társíró: - Carlos Cuarón                                              |
| 2004 | Harry Potter és az azkabani fogoly | Harry Potter and the Prisoner of Azkaban | Igen       | Nem        | Nem        | Nem        |                                                                         |
| 2004 |                                    | Crónicas                                 | Nem        | Nem        | Igen       | Nem        |                                                                         |
| 2004 | A Richard Nixon-merénylet          | The Assassination of Richard Nixon       | Nem        | Nem        | Igen       | Nem        |                                                                         |
| 2006 | Az ember gyermeke                  | Children of Men                          | Igen       | Igen       | Nem        | Igen       | - társíró: - Timothy J. Sexton - David Arata - Mark Fergus - Hawk Ostby |
| 2006 | A faun labirintusa                 | Pan's Labyrinth                          | Nem        | Nem        | Igen       | Nem        |                                                                         |
| 2007 |                                    | Año uña / Year of the Nail               | Nem        | Nem        | Igen       | Nem        |                                                                         |
| 2008 |                                    | Rudo y Cursi                             | Nem        | Nem        | Igen       | Nem        |                                                                         |
| 2010 |                                    | Biutiful                                 | Nem        | Nem        | Társ       | Nem        |                                                                         |
| 2013 | Gravitáció                         | Gravity                                  | Igen       | Igen       | Igen       | Igen       | - társíró: - Jonás Cuarón                                               |
| 2015 | Desierto – Az ördög országútja     | Desierto                                 | Nem        | Nem        | Igen       | Nem        |                                                                         |
| 2018 | Roma                               | Roma                                     | Igen       | Igen       | Igen       | Igen       | operatőr                                                                |

#### Rövidfilmek
| Év   | Cím                             | Feladatkör | Feladatkör | Feladatkör | Feladatkör | Megjegyzések                                                       |
| Év   | Cím                             | Rendező    | Író        | Producer   | Vágó       | Megjegyzések                                                       |
| ---- | ------------------------------- | ---------- | ---------- | ---------- | ---------- | ------------------------------------------------------------------ |
| 1983 | Who's He Anyway                 | Igen       | Igen       | Nem        | Igen       | társíró: Mariana Elizondo                                          |
| 1983 | Vengeance Is Mine               | Igen       | Igen       | Nem        | Igen       | társíró és -rendező: Carlos Marcovich                              |
| 1983 | Cuarteto para el fin del tiempo | Igen       | Igen       | Nem        | Igen       | operatőr, Emmanuel Lubezkival közösen                              |
| 2006 | Parc Monceau                    | Igen       | Igen       | Nem        | Nem        | Párizs, szeretlek! című film szegmense                             |
| 2013 | Aningaaq                        | Nem        | Nem        | Vezető     | Nem        | A Gravitáció spin-offja, bónuszként jelent meg a film DVD-kiadásán |

#### Dokumentumfilmek
| Év   | Cím                     | Feladatkör | Feladatkör | Feladatkör | Megjegyzések |
| Év   | Cím                     | Rendező    | Író        | Producer   | Megjegyzések |
| ---- | ----------------------- | ---------- | ---------- | ---------- | ------------ |
| 2005 | Black Sun               | Nem        | Nem        | Vezető     |              |
| 2007 | The Possibility of Hope | Igen       | Sztori     | Igen       | rövidfilm    |
| 2007 | The Shock Doctrine      | Nem        | Igen       | Igen       | rövidfilm    |
| 2015 | This Changes Everything | Nem        | Nem        | Vezető     |              |

#### Rendezőasszisztensként
| Év   | Magyar cím                | Eredeti cím          |
| ---- | ------------------------- | -------------------- |
| 1982 |                           | La Víspera           |
| 1984 |                           | Nocaut               |
| 1985 |                           | La Gran Fiesta       |
| 1987 |                           | Noche de Calífas     |
| 1987 | Gaby: Egy csodálatos élet | Gaby: A True Story   |
| 1988 | A szerelem oltárán        | Les Pyramides Bleues |
| 1989 |                           | Romero               |
| 1992 |                           | Diplomatic Immunity  |

### Televízió
| Év        | Magyar cím      | Eredeti cím     | Feladatkör | Feladatkör | Feladatkör | Megjegyzések                                                                    |
| Év        | Magyar cím      | Eredeti cím     | Rendező    | Író        | Producer   | Megjegyzések                                                                    |
| --------- | --------------- | --------------- | ---------- | ---------- | ---------- | ------------------------------------------------------------------------------- |
| 1988–1989 |                 | La Hora Marcada | Igen       | Igen       | Nem        | - forgatókönyvíró és rendező (6 epizód) - vágó (1 epizód) - operatőr (5 epizód) |
| 1993      | Bukott angyalok | Fallen Angels   | Igen       | Nem        | Nem        | 1 epizód                                                                        |
| 2014      | A védelmező     | Believe         | Igen       | Igen       | Vezető     | - társ-megalkotó - társíró és rendező (1 epizód)                                |
| 2024      | Cáfolat         | Disclaimer      | Igen       | Igen       | Igen       | minisorozat                                                                     |

## Fordítás
- Ez a szócikk részben vagy egészben  az   Alfonso Cuarón című angol Wikipédia-szócikk fordításán alapul.  Az eredeti cikk szerkesztőit annak laptörténete sorolja fel. Ez a jelzés csupán a megfogalmazás eredetét és a szerzői jogokat jelzi, nem szolgál a cikkben szereplő információk forrásmegjelöléseként.